# Lijst van voetbalinterlands Sao Tomé en Principe - Soedan
Deze lijst van voetbalinterlands is een overzicht van alle officiële voetbalwedstrijden tussen de nationale teams van Sao Tomé en Principe en Soedan. De landen hebben tot op heden twee keer tegen elkaar gespeeld. De eerste ontmoeting, een kwalificatiewedstrijd voor de Afrika Cup 2021, vond plaats in Omdurman op 13 november 2019. Het laatste duel, de returnwedstrijd in dezelfde kwalificatiereeks, werd gespeeld op 24 maart 2021 in Sao Tomé.

## Wedstrijden
| № | Plaats   | Datum            | Competitie                   | Wedstrijd                     | Uitslag |
| - | -------- | ---------------- | ---------------------------- | ----------------------------- | ------- |
| 1 | Omdurman | 13 november 2019 | Afrika Cup 2021 kwalificatie | Soedan − Sao Tomé en Principe | 4 − 0   |
| 2 | Sao Tomé | 24 maart 2021    | Afrika Cup 2021 kwalificatie | Sao Tomé en Principe − Soedan | 0 − 2   |

## Samenvatting
| Competitie              | Totaal gespeeld | Winst Sao Tomé en Principe | Gelijk | Winst Soedan | Doelsaldo Sao Tomé en Principe – Soedan |
| ----------------------- | --------------- | -------------------------- | ------ | ------------ | --------------------------------------- |
| Afrika Cup-kwalificatie | 2               | 0                          | 0      | 2            | 0 − 6                                   |
| Totaal                  | 2               | 0                          | 0      | 2            | 0 − 6                                   |

FSF · 
Santomees vrouwenelftal
Interlands
Tegenstander:
Angola ·
Benin ·
Centraal-Afrikaanse Republiek ·
Congo-Brazzaville ·
Equatoriaal-Guinea ·
Ethiopië ·
Gabon ·
Ghana ·
Guinee-Bissau ·
Kaapverdië ·
Kameroen ·
Lesotho ·
Liberia ·
Libië ·
Madagaskar ·
Malawi ·
Marokko ·
Mauritius ·
Namibië ·
Nigeria ·
Oeganda ·
Sierra Leone ·
Soedan ·
Togo ·
Tsjaad ·
Tunesië ·
Zuid-Afrika ·
Zuid-Soedan
SFA ·
Bondscoaches ·
Topscorers ·
Soedanees vrouwenelftal
1956 · 
1957 · 
1958 · 
1959 · 
1960 · 
1961 · 
1962 · 
1963 · 
1964 · 
1965 · 
1966 · 
1967 · 
1968 · 
1969 · 
1970 · 
1971 · 
1972 · 
1973 · 
1974 · 
1975 · 
1976 · 
1977 · 
1978 · 
1979 · 
1980 · 
1981 · 
1982 · 
1983 · 
1984 · 
1985 · 
1986 · 
1987 · 
1988 · 
1989 · 
1990 · 
1991 · 
1992 · 
1993 · 
1994 · 
1995 · 
1996 · 
1997 · 
1998 · 
1999 · 
2000 · 
2001 · 
2002 · 
2003 · 
2004 · 
2005 · 
2006 · 
2007 · 
2008 · 
2009 · 
2010 · 
2011 · 
2012 · 
2013 · 
2014 ·
2015 ·
2016 ·
2017 ·
2018 ·
2019 ·
2020 ·
2021
Algerije ·
Angola ·
Bahrein ·
Bangladesh ·
Benin ·
Burkina Faso ·
Burundi ·
Centraal-Afrikaanse Republiek ·
China ·
Congo-Brazzaville ·
Congo-Kinshasa ·
Djibouti ·
Egypte ·
Equatoriaal-Guinea ·
Eritrea ·
Ethiopië ·
Gabon ·
Ghana ·
Guinee ·
Guinee-Bissau ·
Irak ·
Ivoorkust ·
Jemen ·
Jordanië ·
Kameroen ·
Kenia ·
Koeweit ·
Lesotho ·
Libanon ·
Liberia ·
Libië ·
Madagaskar ·
Malawi ·
Mali ·
Marokko ·
Mauritanië ·
Mauritius ·
Mozambique ·
Nieuw-Zeeland ·
Niger ·
Nigeria ·
Oeganda ·
Oman ·
Palestina ·
Qatar ·
Rwanda ·
Saoedi-Arabië ·
Sao Tomé en Principe ·
Senegal ·
Seychellen ·
Sierra Leone ·
Somalië ·
Sri Lanka ·
Swaziland ·
Syrië ·
Tanzania ·
Togo ·
Tsjaad ·
Tunesië ·
Verenigde Arabische Emiraten ·
Zambia ·
Zimbabwe ·
Zuid-Afrika ·
Zuid-Korea ·
Zuid-Soedan